# آلفونس دو بوشان
آلفونس دو بوشان (به فرانسوی: Alphonse de Beauchamp) (زادهٔ ۱۷۶۹- مرگ۱ ژوئن ۱۸۳۲) تاریخ‌دان و زندگی‌نامه‌نویس فرانسوی بود.

## زندگی
او در موناکو زاده‌شد و در پاریس به تحصیل پرداخت. در ۱۷۸۴ به خدمت نیروی نظامی پادشاهی ساردنی درآمد. با شعله‌گرفتن انقلاب او که از جنگ با انقلابیون فرانسوی خودداری کرده‌بود در ۱۷۹۲ به زندان افتاد، ولی در حدود یک سال پس از آن گریخت و به فرانسه رفت. در آنجا او در دفتر ریاست پلیس توانست پست ممیزی جراید را به دست آرد.
بوشان در ۱۸۰۶ میلادی نگارش کتابی را به نام تاریخ وانده و شوان  را در سه جلد آغاز نمود، او در این کتاب پرده از بی‌رحمی‌های رژیم ضدانقلاب فوشه برمی‌داشت. ولی این کتاب ناپلئون بناپارت را خوش‌نیامد و بوشان به رنس تبعیدشد. در ۱۸۱۱ او دوباره به خدمت فراخوانده‌شد. در زمان بازگشت بوربون‌ها به سلطنت فرانسه به او مستمری‌ای پرداخت می‌شد. او در این زمان در نشریه‌های مونیتور  و گازت دو فرانس مطلب می‌نوشت.
از کارهای دیگر بوشان می‌توان به زندگی‌نامهٔ ژنرال ژان-ویکتور مورو (۱۸۱۴)، زندگی‌نامهٔ مارشال ژواکیم مورا (۱۸۱۵)، تاریخ لشکرکشی‌های ناپلئون به اسپانیا و پرتغال(۱۸۱۹) و بازنویسی و ویرایش زندگی‌نامهٔ ژوزف فوشه (۱۸۲۴) اشاره‌نمود.